# 普拉维拉
普拉维拉（法語：Plavilla，法語發音：[plavila]）是法国奥德省的一个市镇，属于卡尔卡松区。

## 地理
普拉维拉（43°8'49"N, 1°54'49"E）面积12.4 平方千米，位于法国奧克西塔尼大區奥德省，该省份为法国南部沿海省份，北起塔恩省，西北接上加龙省，西接阿列日省，南至东比利牛斯省，东临地中海，东北与埃罗省接壤。
与普拉维拉接壤的市镇（或旧市镇、城区）包括：米尔普瓦、圣富瓦、拉法日、里布伊斯、圣戈代里克、圣于连德布里奥拉。

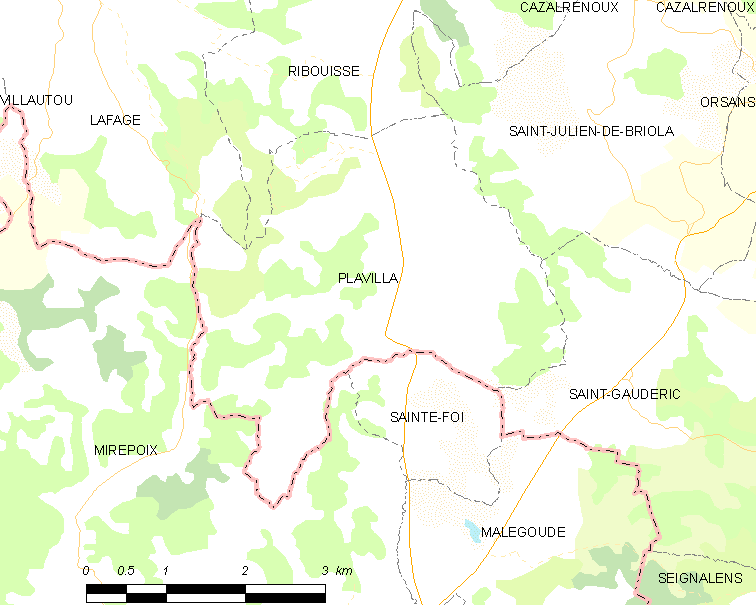
普拉维拉的OSM定位图

普拉维拉的时区为UTC+01:00、UTC+02:00（夏令时）。

## 行政
普拉维拉的邮政编码为11270，INSEE市镇编码为11291。

## 政治
普拉维拉所属的省级选区为拉皮耶日欧拉泽斯县。

## 人口

1962-2008年间普拉维拉人口变化图示

普拉维拉于2022年1月1日时的人口数量为142人。